# يوم من الأيام (فلم)
يوم من الأيام، هو فيلم رومانسي-مصري، من إخراج محمد مصطفى وتأليف وليد يوسف. الفيلم من بطولة محمود حميدة وهبة مجدي ولطفي لبيب ولقاء سويدان ومشيرة إسماعيل ورامز أمير وسلمى غريب وسيد رجب ومحمد حسني. صدر الفيلم بتاريخ 22 فبراير 2017 وحقق إيرادات قدرها 315,015 جنيه مصري(حتى 11 مارس 2017).

يعد أول فيلم للمنتج حسين القلا بعد 9 سنوات من التوقف، حيث كان آخر عمل من إنتاجه هو «الماجيك». كما يعد التعاون الثالث بينه وبين المخرج محمد مصطفى بعد فيلمي «أوقات الفراغ» و«الماجيك». كما إنه أول ظهور سينمائي للفنانة مشيرة إسماعيل منذ فيلم «أولاد حظ» عام 1989.

كان من المقرر أن تشارك الفنانة لبلبة في بطولة الفيلم، إلا إنها إعتذرت بسبب انشغالها بتصوير مسلسل «مأمون وشركاه»، وحلت محلها الفنانة مشيرة إسماعيل. كما كان من المقرر أيضاً أن يشارك كل من الفنان عابد فهد، والفنان كريم قاسم إلا إنهما إعتذرا عن العمل أيضاً، وحل محل كريم قاسم الفنان رامز أمير.

## ملخص القصة
تدور أحداث الفيلم في إطار رومانسي حول عدد من قصص الحب التي يتم استعراضها بالتزامن مع سفر عدد من الركاب على متن حافلة سياحية بين مدينتي القاهرة والمنصورة.

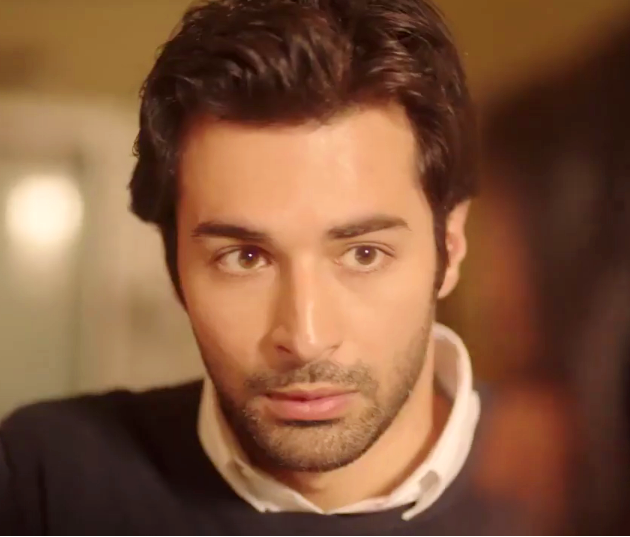
أحمد حاتم في دور الإرهابي

## طاقم العمل
| - محمود حميدة: جابر - هبة مجدي: إنشراح/نشوى - لطفي لبيب - مشيرة إسماعيل | - رامز أمير: خالد - محمد حسني: عويس - سامية عاطف: بجلات - حسن عبد الله: حسبو | - ندى عادل: فاطمة - طه خليفة: احمد من الفرقة الموسيقية - ياسر الوكيل: الفرقة الموسيقية - بوسي صالح: الفرقة الموسيقية | - سلمى غريب: أم انشراح - عبير سعيد - رشدي الشامي - محمود العراقي | - علي كمالو - عبير نبيل - حمدي حفني - أحمد حاتم - هيثم عياد |

بالاشتراك مع: ياسين - عزة متولي - علي جمال الدين - علي ياسين - بدر أحمد - هيثم خميس - همت مصطفى - ميار هاني - وفاء حجازي - إسلام محمد - خلود سرحان - دينا محمد - آية زين - مختار - أحمد سعيد - محمد زايد - آية حسن - مصر حسن - عبد العاطي صالح - كيلاني - أحمد الشرقاوي - مروان جلال - هاني التابعي- عبير فاروق

## التصوير
كان من المقرر أن يبدأ تصوير الفيلم خلال أبريل عام 2016، إلا إنه تم تأجيل التصوير بسبب اعتذار الفنان عابد فهد عن القيام ببطولة الفيلم. بعدها صرح المؤلف وليد يوسف أن التصوير سيبدأ في نهاية شهر أغسطس 2016. بين مدينتي القاهرة والمنصورة. بعد حوالي إسبوع على بدء التصوير، تم تأجيله مرة أخرى إلى 24 سبتمبر 2016 لما بعد إجازة عيد الأضحى. وتم الانتهاء من التصوير في أواخر نوفمبر 2016.

## الدعاية

### البوستر الدعائي
تم طرح البوستر الدعائي الرسمي الأول للفيلم بتاريخ 26 نوفمبر 2016. حيث تصدر بطل الفيلم محمود حميدة صور البوسترات الدعائية للفيلم.

### الفيديو الدعائي
طرحت الشركة العالمية للتلفزيون والسينما، المنتجة للفيلم، الإعلان الدعائي الأول بتاريخ 11 فبراير 2016.

### الأغنية الدعائية
الأغنية الدعائي للفيلم هي «ماشيين مع الأيام»، وهي من غناء المطرب مدحت صالح، وكلمات الشاعر أحمد أمين فؤاد حداد، ألحان وتوزيع محمود طلعت.

## الصدور
أفتتح الفيلم بتاريخ 18 فبرابر 2017، بعرض خاص في سينما «داندي مول»، حضره صناع الفيلم. إضافة إلى عدد من الفنانين والمشاهير، منهم الأعلامي محمود سعد، ورئيس جهاز الرقابة على المصنفات الفنية الدكتور خالد عبد الجليل، ورئيس جهاز الرقابة على المصنفات الفنية الأسبق الدكتور علي أبو شادي، وكذلك الفنان حمدي الوزير وعلاء مرسي والمخرجان أحمد صقر وعمرو عابدين والملحن محمود طلعت. أما الصدور الرسمي للفيلم في دور العرض كان بتاريخ 22 فبراير 2017.

## روابط خارجية
- مقالات تستعمل روابط فنية بلا صلة مع ويكي بيانات